# Galileusz
Il Galileusz è un traghetto appartenente alla compagnia di navigazione polacca Unity Line

## Servizio
Varato l'11 luglio 1992 nel cantiere navale Van der Gissen de Noord di Krimpen aan den IJssel con il nome di Via Tirreno e consegnato il 1º ottobre successivo alla Viamare di Navigazione, prende servizio nello stesso mese nei collegamenti tra Voltri e Termini Imerese.
Nel 1996 viene trasferito alla Tirrenia di Navigazione.
Nel 1998 prende servizio nei collegamenti tra Genova e Termini Imerese.
Nel 2001 viene trasferito all'Adriatica di Navigazione e prende servizio nei collegamenti tra Genova e Palermo.
Il 27 febbraio 2006 viene venduto alla polacca Unity Line, dalla quale viene ribattezzato Galileusz nel maggio successivo. 
Il 19 giugno viene trasferito in cantiere a Stettino, dove viene sottoposto ad intensi lavori di ristrutturazione.
Il 12 novembre prende servizio nei collegamenti tra Swinoujscie ed Ystad.
Il 5 febbraio 2007 viene trasferito nei collegamenti tra Swinoujscie e Trelleborg.
Il 26 ottobre 2007 entra in collisione con il Nils Dacke a Trelleborg, riportando danni. 
Il 15 novembre torna regolarmente in servizio.
L'8 gennaio 2024 termina il servizio sulla Swinoujscie-Trelleborg ed il 29 gennaio viene trasferito nei collegamenti tra Swinoujscie ed Ystad, dove opera tutt'oggi.

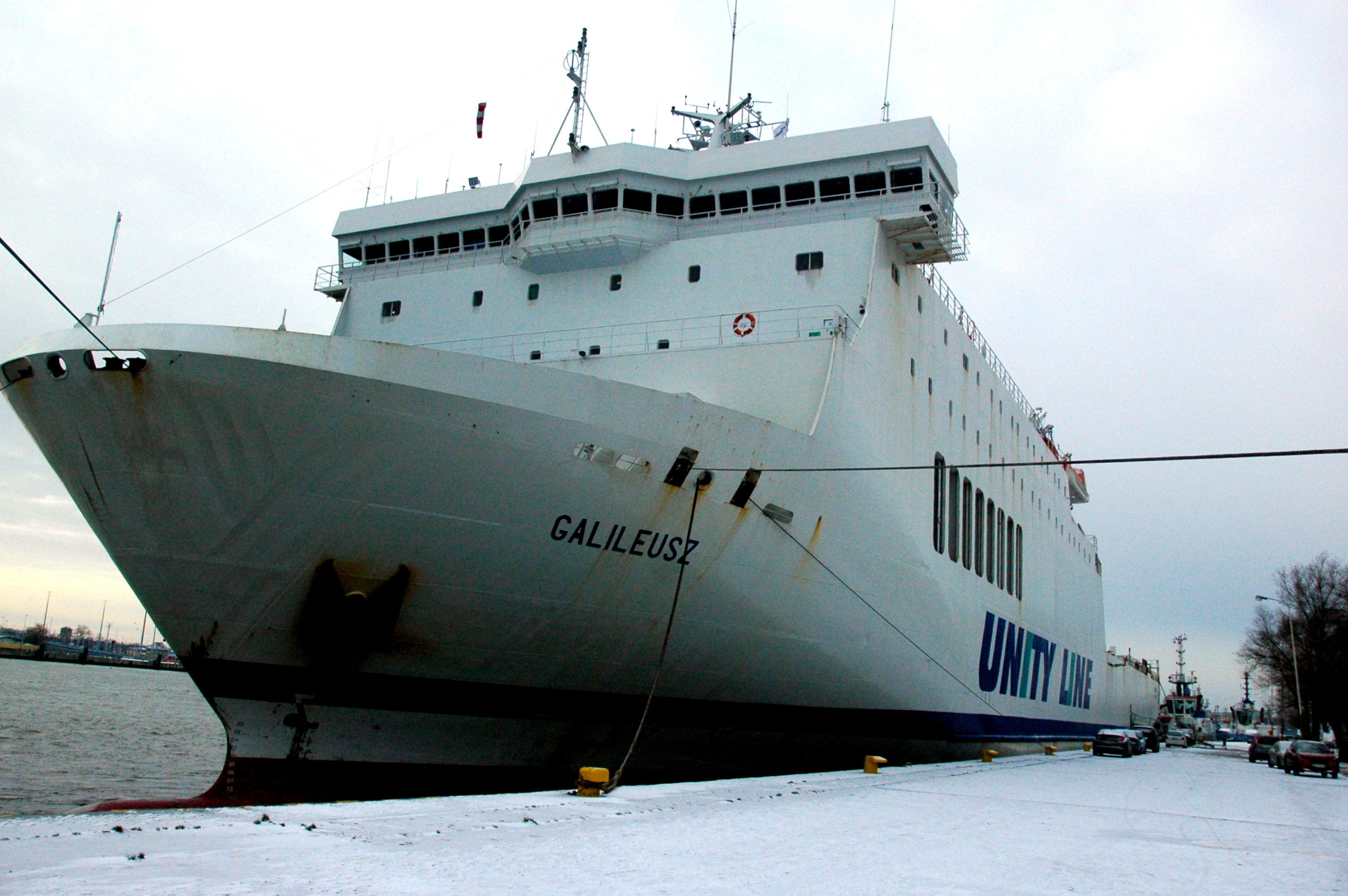
Il Galileusz ormeggiato a Swinoujscie nel 2024.

## Navi gemelle
- Dénia Ciutat Creativa
- Lider Prestij
- Amal
- Copernicus
- Marco Polo
- Drujba